# Манастир Пирковац
Манастир Пирковац средњовековни је српски манастир из 14. века посвећен Архангелу Гаврилу у саставу Епархије нишке Српске православне цркве. Манастир се налази у атару Пирковца у општини Сврљиг на око 35 km, источно од Ниша у на граници између планина Раила и Љубовник.
Манастирски комплекс чине црква, звоник са кулом, парохијски дом и економске зграде са имањем. Са западне стране налази се велика школска зграда из 1883. године, а са северне стране камени зид као остатак некадашњег трема.
Игуман манастира је отац Варнава.

## Положај
Манастир светог Архангела Гаврила налази се у селу Пирковац, недалеко од Сврљига на граници између планина Раила и Љубовник, на 383 метара надморске висине.

## Историјат
По предању манастир је подигнут у доба Немањића, везује се за село Рашинац, које више не постоји. Подигли су га браћа Вуја и Груја из Рудника код Милановца, на месту где су се сусрела раздвојена браћа. Манастир се први пут у писаним документима помиње у турским пописима из 15. и 16. века, који га за село Рашинац, које данас више не постоји.
Манастир је неколико пута страдао, а као године обнове помињу се 1518, 1857, 1863, 1890. и 1896. година. У обнови из 1863. године, порушен је западни зид храма ради проширења, а стари камени иконостас је замењен дрвеним.
Манастир је дуго био напуштен, а поново је оживео 2002. године када је игуман Варнава започео његову обнову.

## Манастирска црква
Манастирска црква посвећена Светом архангелу Гаврилу је у основи тролист са олтарском апсидом и двема ужим бочним апсидама. Простор цркве чине пет правоугаоних травеја, од којих три источна травеја припадају првобитној старој цркви. Изнад њих се подиже осмострана купола.
Иконостас из 1896. године је рад уметника Лазара Крџалића из Београда. Садашњи живопис на зидовима рађен је у секо техници и потиче из 1941. године. Испод њега назиру се старије фреске.

## Опис манастира
Манастирска порта
Манастирски комплекс чине манастирска црква, звоник са кулом, парохијски дом и економске зграде са пољопривредним имањем. Са западне стране налази се велика школска зграда из 1883. године, а са северне стране камени зид као остатак некадашњег трема.
Архитектура
Архитектонски гледано црква је у основи тролистна грађевина са источном олтарском апсидом и двема ужим бочним апсидама. Простор цркве чине пет правоугаоних травеја, од којих три, на источној страни припадају првобитној старој Цркви. Изнад њих се подиже осмострана купола. Из времена настанка Цркве вероватно потичу и два профилисана и украшена свећњака висине 1,37 метара испред иконостаса.
Фрескодекорација
Иконостас који је осликан у време једне од обнова цркве, 1896. године, рад је уметника Лазара Крџалића из Београда. Садашњи живопис на зидовима храма рађен је у секо техници и потиче из 1941. године. Испод њега се назиру старије фреске.

## Галерија
- Црква
- Објекат
- Поток